# Hollywood brucia
Hollywood brucia (An Alan Smithee Film: Burn Hollywood Burn) è un film in stile falso documentario del 1997 diretto da Arthur Hiller, accreditato come Alan Smithee.

## Trama
La storia è quasi del tutto narrata in prima persona da varie celebrità del mondo del cinema americano, intervistate tutte per le riprese d'un documentario su d'un bizzarro e scalcinato regista alle prime armi, Alan Smithee, e del suo film d'esordio che causò parecchia confusione e clamore nell'ambiente hollywoodiano, per via della sua produzione parecchio travagliata e, soprattutto, del modo con cui questi tentò molto rocambolescamente di disfarsene quando non poté non constatarne lo scarsissimo risultato raggiunto.
Da come dunque ci viene raccontato dai vari intervistati, Alan Smithee è un montatore inglese che lavora a Los Angeles, in California, per conto di diversi studios hollywoodiani. Lasciato dalla moglie e dai figli, ritornati appunto nel paese d'origine poiché stanchi dell'ambiente frivolo e patinato a cui Smithee cerca disperatamente quanto inutilmente d'addentrarsi da ormai tantissimo tempo, quest'ultimo non demorde ed anzi insiste per fare la sua grande svolta: diventare cioè un regista di gran successo.
La fortuna però finalmente gli arride quando una grande casa cinematografica, che ha in cantiere la realizzazione d'un film d'azione alquanto atipico chiamato Trio, che vedrebbe Sylvester Stallone, Whoopi Goldberg e Jackie Chan come protagonisti, non riuscendo a rimediare un regista disposto a dirigerlo gli si rivolge quasi per caso come loro ultima spiaggia. Nonostante l'enorme budget messo a disposizione, questo viene sperperato negli stipendi, nei compromessi con gli attori e nella sceneggiatura, nella quale vengono coinvolti molteplici sceneggiatori ognuno con un proprio punto di vista.
Questi da che n'è inizialmente entusiasta, vedendovi appunto il proprio trampolino per la celebrità, viene però sempre più a contatto con il mondo del cinema vero e proprio: produttori violenti, attori snob e loschi affari. Maltrattato e umiliato per tutta la durata delle arduissime riprese, Smithee durante il montaggio si rende conto della scarsissima qualità del girato, arrivando a definirlo infatti  "peggio di Showgirls", e decide pertanto di rinnegarlo.
Tuttavia, poiché il suo stesso nome risulta esser per uno strano scherzo del destino lo stesso d'uno pseudonimo da decenni adoperato dai registi hollywoodiani che si vogliono discostare dai loro film malriusciti o comunque non conformi alla propria visione artistica, prende via via a perdere la lucidità mentale e decide di rubare e bruciare il film.

## Produzione
Le riprese iniziarono il 14 novembre 1996 e terminarono il 24 gennaio 1997.
Il film ebbe un costo di 10 milioni di dollari ma ne incassò appena 52,850.

### Cast
Nel film compaiono diversi personaggi famosi nel ruolo di loro stessi.
- Sylvester Stallone
- Whoopi Goldberg
- Jackie Chan
- Robert Evans
- Robert Shapiro
- Shane Black
- Mario Machado
- Lisa Canning
- Joe Eszterhas
- Larry King
- Peter Bart
- Dominick Dunne
- Billy Bob Thornton
- Billy Barty
- Norman Jewison